# Thor Modéen

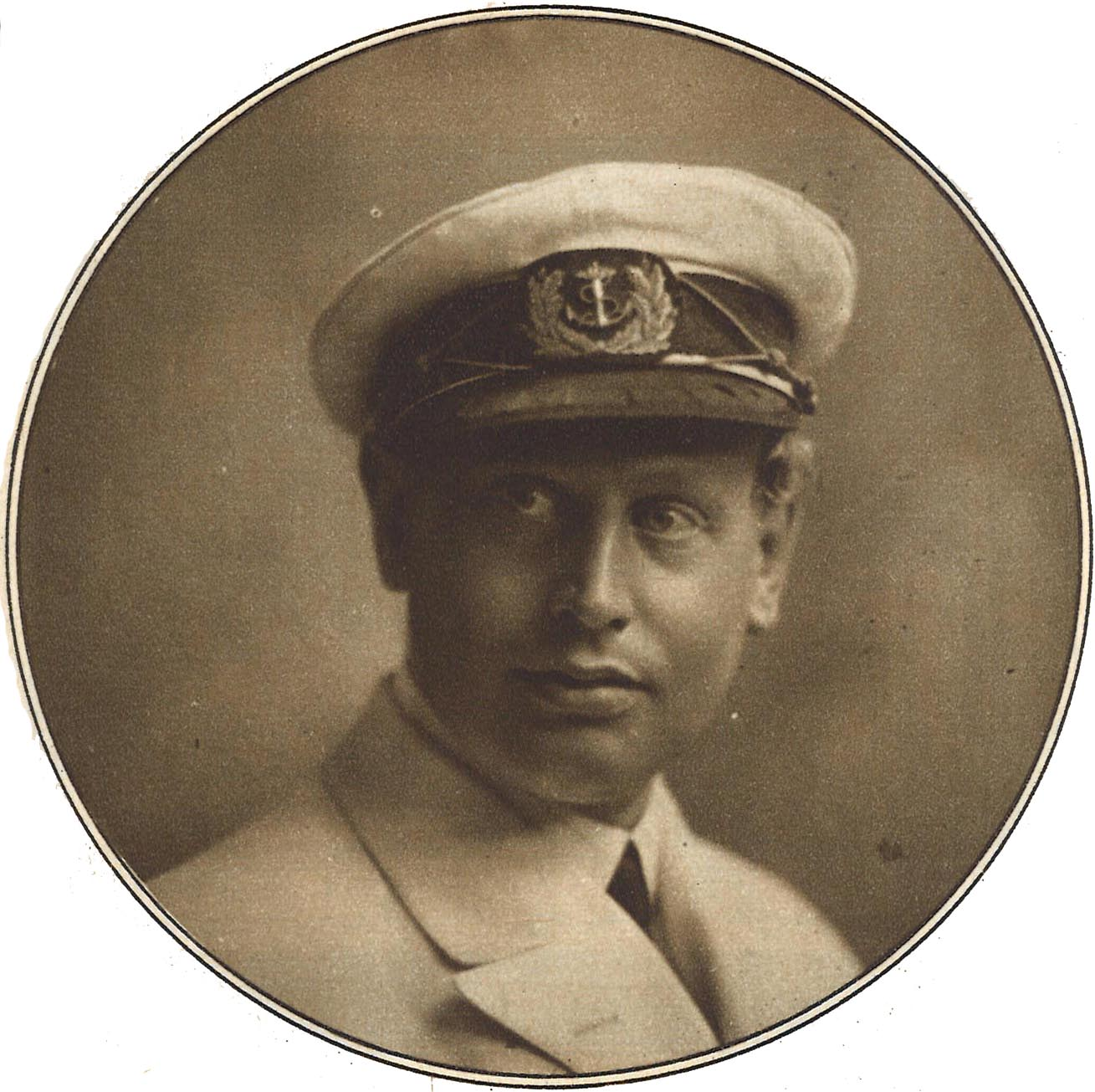
En ung Thor Modéen i titelrollen i Styrman Karlssons flammor på Södra Teatern 1925.

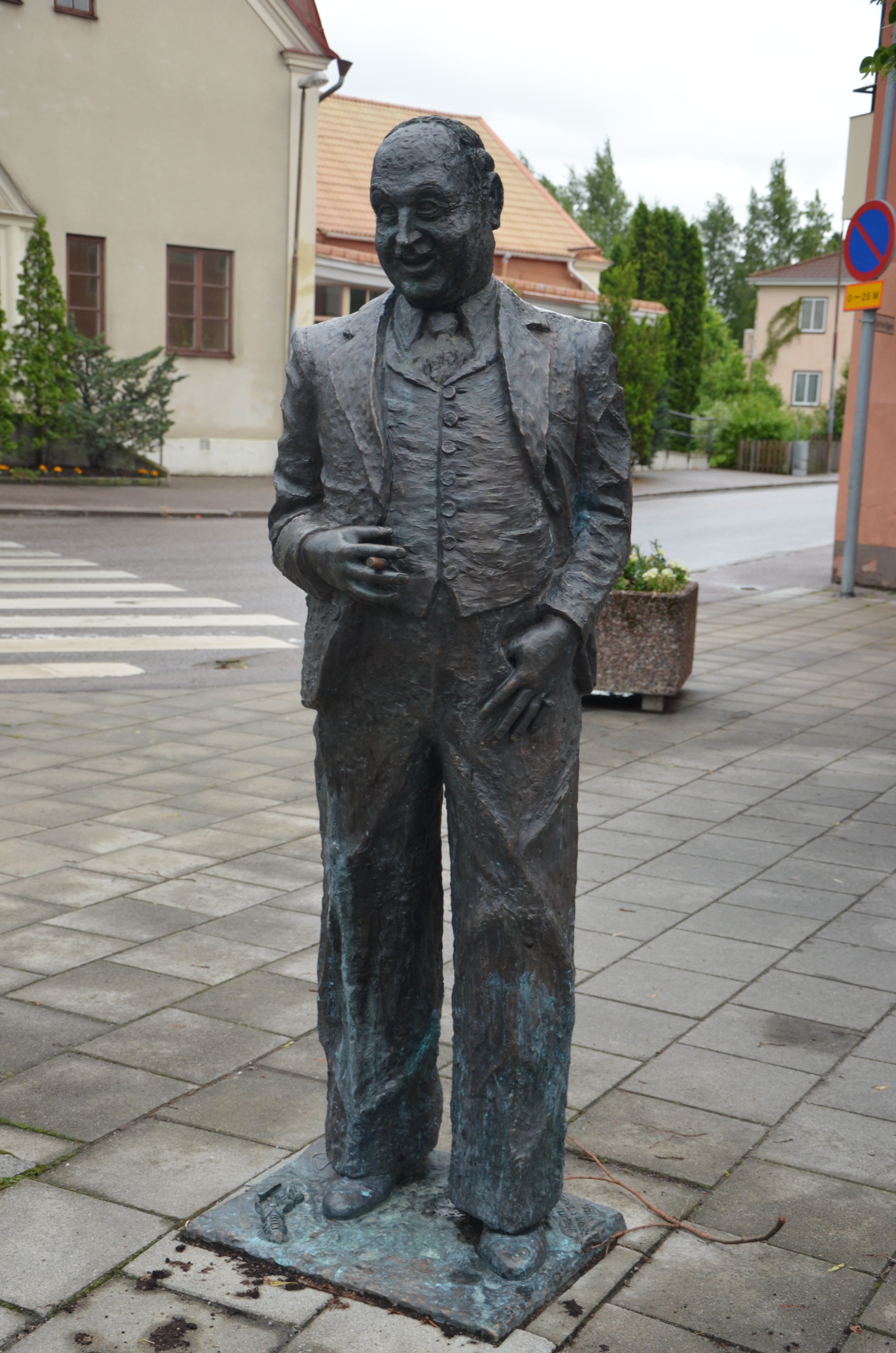
Staty över Thor Modéen, av Birgitta Stenberg, i Kungsör.

Thor Odert Folke Modéen, född 22 januari 1898 i Kung Karls församling, Kungsör, Västmanlands län, död 28 maj 1950 i Hedvig Eleonora församling i Stockholm, var en svensk skådespelare och komiker. Bland Modéens filmer märks Annonsera! (1936), 65, 66 och jag (1936), O, en så'n natt! (1937), Klart till drabbning (1937), Pensionat Paradiset (1937), Landstormens lilla Lotta (1939), Swing it, magistern! (1940), Kyss henne! (1940), Med dej i mina armar (1940), Stackars Ferdinand (1941), Lilla helgonet (1944) och Kärlek och störtlopp (1946).

## Biografi
Thor Modéen arbetade en tid på en bank i Göteborg innan han blev elev hos regissören Muck Linden vid Lorensbergsteatern 1916, och fick därefter engagemang vid Novilla, Folkets Hus, Folkteatern, Södra Teatern, Oscarsteatern, Vasateatern och Kungliga Operan i Stockholm.
Thor Modéen började sin karriär som dansör, sångare och revycharmör, men är främst känd för sina roller i så kallade pilsnerfilmer. I många filmer uppträder Modéen med Åke Söderblom som parhäst. Vanligtvis spelar han cigarrökande grosshandlare, bekymmerslös rekryt eller polisman och med sin kroppshydda dominerade han alla scener.
Den 7 mars 1935 dömdes Thor Modéen, och kollegan John Wilhelm Hagberg, till 75 kronor i böter enligt paragraf 13 i Ordningsstadgan, för brott mot lagarna om offentliga föreställningar på stora helgdagar med anledning av en matiné på juldagen i Sportpalatset i Stockholm.
Thor Modéen spelade också in 228 titlar grammofonskivor på 78-varvare med dialoger och sketcher, många tillsammans med Artur Rolén.
Modéens stora fritidsintresse var filateli.
Thor Modéen avled den 28 maj 1950 i gulsot och jordfästningen ägde rum den 3 juni i Adolf Fredriks kyrka. Modéen är begravd på Adolf Fredriks kyrkogård i Stockholm.

### Privatliv
Thor Modéen var son till stationsinspektoren Alfred Modéen och Anna, född Jonsson, i Kungsör. Thor Modéen var gift 1924–1943 och från 1948 med skådespelaren Margareta Schönström. De hade adoptivbarnen Lars Modéen (Lars Nils Erik Thorson), född 1932 och Margareta Perby (Karin Anita Margareta Thorsdotter), född 1934.

## Eftermäle
Modéen har fått en kombinerad teater och biograf uppkallad efter sig, Thor Modéen Teatern i födelseorten Kungsör. Mittemot teatern står även en staty som avbildar Modéen. Thor Modéen var verksam vid Södra Teatern i Stockholm och Thor Modéens trappor går från Katarinavägen upp till teatern. De invigdes 26 november 2003.
En staty över honom avtäcktes den 29 augusti 1998 i anslutning till de återkommande Thor Modéen-dagarna. Statyn har utförts i brons av skulptören Birgitta Stenberg tillsammans med sonen Erik Stenberg, Stockholm. Statyn avtäcktes av hans adoptivbarn, systern Gudrun Friberg och Sickan Carlsson.
Skådespelaren Ulf Larsson hade Modéen som sin förebild och bodde en tid i Kungsör.

## Filmografi i urval

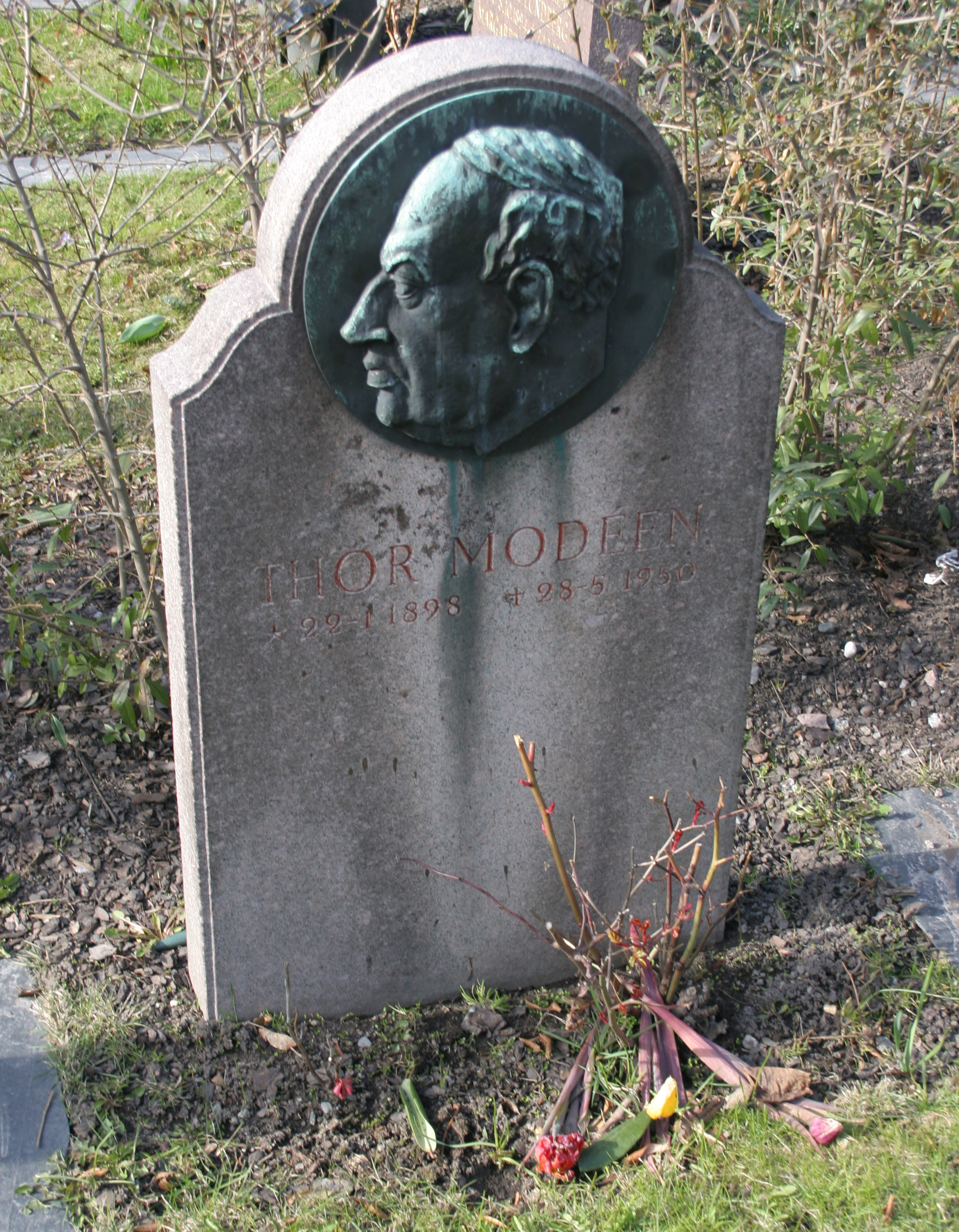
Thor Modéens gravsten på Adolf Fredriks kyrkogård.

### Skådespelare
- 1923 – Janne Modig
- 1923 – Gamla gatans karneval
- 1923 – Andersson, Pettersson och Lundström
- 1924 – Ödets man
- 1924 – Dan, tant och lilla fröken Söderlund
- 1925 – Karl XII del II
- 1925 – Två konungar
- 1926 – Fänrik Ståls sägner-del I
- 1926 – Fänrik Ståls sägner-del II
- 1927 – Spökbaronen
- 1927 – Hin och smålänningen
- 1931 – Skepp ohoj!
- 1932 – Kärlek och kassabrist
- 1932 – Ett skepp kommer lastat
- 1932 – Sten Stensson Stéen från Eslöv på nya äventyr
- 1932 – Lyckans gullgossar
- 1933 – Två man om en änka
- 1933 – Augustas lilla felsteg (även regi)
- 1933 – Kära släkten
- 1934 – Uppsagd
- 1934 – Simon i Backabo
- 1934 – Kungliga Johansson
- 1934 – Anderssonskans Kalle
- 1934 – En stilla flirt
- 1934 – Pettersson - Sverige
- 1935 – Kärlek efter noter
- 1935 – Smålänningar
- 1936 – Kungen kommer
- 1936 – Släkten är värst
- 1936 – Han, hon och pengarna
- 1936 – Annonsera!
- 1936 – 65, 66 och jag
- 1936 – 33.333
- 1937 – Odygdens belöning
- 1937 – O, en så'n natt!
- 1937 – Klart till drabbning
- 1937 – Pensionat Paradiset
- 1938 – Svensson ordnar allt!
- 1938 – Kustens glada kavaljerer
- 1938 – Julia jubilerar
- 1939 – Efterlyst
- 1939 – Rena rama sanningen
- 1939 – Landstormens lilla Lotta
- 1939 – Oss baroner emellan
- 1939 – Mot nya tider
- 1940 – Lillebror och jag
- 1940 – Swing it, magistern!
- 1940 – ... som en tjuv om natten
- 1940 – Snurriga familjen
- 1940 – Kyss henne!
- 1940 – Hjältar i gult och blått
- 1940 – Med dej i mina armar
- 1941 – Så tuktas en äkta man
- 1941 – Alla tiders krigare
- 1941 – Spökreportern
- 1941 – Springpojkar är vi allihopa
- 1941 – Stackars Ferdinand
- 1941 – Tåget går klockan 9
- 1941 – Magistrarna på sommarlov
- 1941 – I natt – eller aldrig
- 1942 – Djurgårdsmässan
- 1942 – Sexlingar
- 1942 – Olycksfågeln nr 13
- 1942 – En äventyrare
- 1942 – Livet på en pinne
- 1943 – Prästen som slog knockout
- 1943 – Lille Napoleon
- 1943 – Herr Collins äventyr
- 1943 – Hans Majestäts rival
- 1944 – ... och alla dessa kvinnor
- 1944 – Fattiga riddare (även regi)
- 1944 – Lilla helgonet
- 1944 – 83:an i lumpen
- 1945 – Pettersson & Bendels nya affärer
- 1945 – Rattens musketörer
- 1945 – Jolanta, den gäckande suggan
- 1945 – Det var en gång...
- 1945 – Fram för lilla Märta
- 1945 – I Roslagens famn
- 1946 – Stiliga Augusta
- 1946 – Harald Handfaste
- 1946 – Kärlek och störtlopp
- 1946 – Hotell Kåkbrinken
- 1946 – 91:an Karlsson. "Hela Sveriges lilla beväringsman"
- 1947 – Pappa sökes
- 1947 – Nattvaktens hustru
- 1947 – 91:an Karlssons permis
- 1947 – Kronblom
- 1948 – Livet på Forsbyholm
- 1950 – Fästmö uthyres
- 1951 – Dårskapens hus
- 1951 – Livat på luckan
- 1952 – Kronans glada gossar
- 1952 – Åke klarar biffen
- 1952 – Snurren direkt

### Regi
- 1933 – Augustas lilla felsteg

### Manus
- 1944 – Fattiga riddare (tillsammans med John Botvid)
- 1950 – Påhittiga Johansson

## Teater

### Roller
| År   | Roll                                         | Produktion                                                                     | Regi                        | Teater                                                   |
| ---- | -------------------------------------------- | ------------------------------------------------------------------------------ | --------------------------- | -------------------------------------------------------- |
| 1917 | Erenfrid Söderberg                           | Bandet                                                                         |                             | Lorensbergsteatern                                       |
| 1918 |                                              | Fröken Duponts kärleksäventyr                                                  |                             | turné                                                    |
| 1919 |                                              | Tjocka Bertas bröllopsfest, revy                                               |                             | Nya teatern Sundbyberg                                   |
| 1919 |                                              | När klockorna klämtar                                                          |                             | Nya teatern Sundbyberg                                   |
| 1919 |                                              | Nix-Kix, revy                                                                  |                             | Nya teatern Sundbyberg                                   |
| 1919 |                                              | Fruktbärande samverkan, revy                                                   |                             | Nya teatern Sundbyberg                                   |
| 1919 |                                              | Mångsidiga Isidor, revy                                                        |                             | Novilla                                                  |
| 1920 |                                              | Lahitlaha - eller skrällen i Importugal, revy                                  |                             | Ugglans revyteater                                       |
| 1920 |                                              | Mekaniska Putte, revy                                                          |                             | Ugglans revyteater                                       |
| 1920 |                                              | Greven av Melonien, revy                                                       |                             | Ugglans revyteater                                       |
| 1920 |                                              | Pariserpojken, revy                                                            |                             | Ugglans revyteater                                       |
| 1920 | Gusten                                       | I bohuslänska skärgården, eller Store Per och Lille Per Oscar Wennersten       | Pierre Fredriksson          | Söders friluftsteater                                    |
| 1920 |                                              | På ärans höjder, revy Max Lander och Max Roland                                | Carl Engström               | Pallas-Teatern                                           |
| 1920 |                                              | Carlssons underbara resa, revy Ji-de-On                                        |                             | Pallas-Teatern                                           |
| 1920 |                                              | När katten är borta, revy                                                      |                             | Pallas-Teatern                                           |
| 1920 |                                              | Fridfulla Ferdinand, revy Svasse Bergqvist                                     |                             | Pallas-Teatern                                           |
| 1921 |                                              | Prinsessan som inte kunde skratta, revy Gideon Wahlberg                        |                             | Pallas-Teatern                                           |
| 1921 |                                              | Förbjuden frukt Doktor Bartholo                                                |                             | Pallas-Teatern                                           |
| 1921 |                                              | Alexander den lille - eller låna mej en svärmor, revy Svasse Bergqvist         |                             | Pallas-Teatern                                           |
| 1921 | Gustaf III                                   | Vårglädje i Haga, revy Max Lander och Max Roland                               |                             | Pallas-Teatern                                           |
| 1921 |                                              | Lite gladare om jag får be, revy                                               |                             | Pallas-Teatern                                           |
| 1921 |                                              | Johansson, vad gör du?, revy Gideon Wahlberg                                   |                             | Pallas-Teatern                                           |
| 1921 |                                              | Ack, Anastasia!, revy Svasse Bergqvist                                         | Erik Öhgren                 | Pallas-Teatern                                           |
| 1921 | von Plommonträ                               | Lille Alfred, revy Max Lander och Max Roland                                   |                             | Pallas-Teatern                                           |
| 1922 |                                              | Tivoli, revy Ji-de-On                                                          |                             | Pallas-Teatern                                           |
| 1922 | Landgren                                     | Ping-Pong, revy Max Lander och Max Roland                                      |                             | Pallas-Teatern                                           |
| 1922 | Sherlock, länsdetektiv                       | Ärans blomsterströdda väg, revy Doktor Bartholo och Co                         |                             | Pallas-Teatern                                           |
| 1922 | Jönzén                                       | Profeten Jönzén John Coldén                                                    |                             | Pallas-Teatern                                           |
| 1922 |                                              | Får jag säga pappa?, revy Max Lander och Max Roland                            |                             | Pallas-Teatern                                           |
| 1922 | Pettersson                                   | Andersson, Pettersson och Lundström Frans Hodell                               |                             | Vanadislundens friluftsteater                            |
| 1922 | Tilén                                        | Öregrund-Östhammar Selfrid Kinmanson                                           |                             | Vanadislundens friluftsteater                            |
| 1923 |                                              | Spel ut!, revy                                                                 |                             | Folkets hus teater                                       |
| 1923 | Grosshandlaren                               | Chaplin                                                                        |                             | Vanadislundens friluftsteater                            |
| 1923 | Lord Fancourt Babberley                      | Charleys tant Brandon Thomas                                                   |                             | Vanadislundens friluftsteater                            |
| 1923 | Gunnar Jansson                               | Janssons frestelse Sigurd Wallén                                               | Algoth Gunnarsson           | Folkets hus teater                                       |
| 1923 | Adonis Sköngren från Sorunda                 | Pengar som gräs                                                                |                             | Folkets hus teater                                       |
| 1923 | Fönsterputsaren                              | Fabrikstösen                                                                   |                             | Folkets hus teater                                       |
| 1924 |                                              | Farbror ritar och berättar, revy                                               |                             | Folkets hus teater                                       |
| 1924 | Kalle Karlsson                               | Hur Kalle Karlsson fick Hjul-Pelle att fastna i rävsaxen                       |                             | Vanadislundens friluftsteater                            |
| 1925 |                                              | Dit går vi, revy                                                               |                             | Folkets hus teater                                       |
| 1925 |                                              | Ping-Pong, revy                                                                |                             | Mosebacke revyteater                                     |
| 1925 | Styrman Karlsson                             | Styrman Karlssons flammor Björn Hodell                                         |                             | Södra Teatern                                            |
| 1926 |                                              | Hela Stockholm, revy                                                           |                             | Folkets hus teater                                       |
| 1926 |                                              | Rolfs Rekord-Revy, revy                                                        |                             | turné                                                    |
| 1926 |                                              | Rolfs höstrevy, revy                                                           |                             | Liseberg                                                 |
| 1926 |                                              | Styrman Karlssons bröllopsresa                                                 |                             | Folkets hus teater                                       |
| 1927 |                                              | Från mun till mun, revy                                                        |                             | Folkets hus teater                                       |
| 1927 |                                              | Förlåt men hur var namnet?, revy                                               |                             | Odeonteatern                                             |
| 1927 |                                              | Höstrevyn 1927, revy                                                           |                             | Odeonteatern                                             |
| 1927 |                                              | I nöd och lust - eller Styrman Karlssons skilsmässa                            |                             | Odeonteatern                                             |
| 1928 |                                              | Hoppla vi ler, revy                                                            |                             | turné                                                    |
| 1929 |                                              | Du och jag, revy Thor Modéen och John Botvid                                   |                             | Folkets hus teater                                       |
| 1929 |                                              | Familjekarusellen                                                              |                             | Södra Teatern                                            |
| 1930 |                                              | Södran som vanligt, revy                                                       |                             | Södra Teatern                                            |
| 1930 | Medverkande                                  | Stockholm blir Stockholm, revy Svasse Bergqvist, Franz Engelke och Adolf Niska |                             | Vasateatern                                              |
| 1931 |                                              | Vasateaterns nyårsrevy, revy                                                   |                             | Vasateatern                                              |
| 1931 |                                              | De' e' mina tag, revy                                                          |                             | Folkets hus teater                                       |
| 1932 | Medverkande                                  | Här va' de'!, revy Gösta Stevens och Kar de Mumma                              | Björn Hodell                | Södra Teatern                                            |
| 1932 |                                              | Nicklasson & Co. Ernst Berge                                                   | Ludde Gentzel               | Vanadislundens friluftsteater                            |
| 1932 |                                              | Vi som går köksvägen Gösta Stevens                                             | Nils Lundell                | Södra Teatern                                            |
| 1933 | Medverkande                                  | Ett leende år, revy Gösta Stevens och Kar de Mumma                             | Björn Hodell                | Södra Teatern                                            |
| 1933 | Frans Fransson                               | Frans Fransson och son Ernst Berge                                             | Thor Modéen                 | Vanadislundens friluftsteater                            |
| 1933 | Jönsson                                      | Lyckliga Jönsson Toralf Sandø                                                  | Björn Hodell                | Södra Teatern                                            |
| 1934 |                                              | Strålande tider, härliga tider, revy                                           |                             | Södra Teatern                                            |
| 1934 | Detektivöverkonstapel Evald Pettersson       | Pettersson – Sverge Oscar Rydqvist                                             | Sigurd Wallén               | Vanadislundens friluftsteater flyttad till Södra Teatern |
| 1934 | Medverkande                                  | Sol över Söder, revy                                                           |                             | Södra Teatern                                            |
| 1935 |                                              | Och karusellen går Gösta Stevens, Kar de Mumma och Åke Söderblom               | Gösta Stevens               | Södra Teatern                                            |
| 1935 | Filip                                        | Filip den store Oscar Rydqvist                                                 |                             | Vanadislundens friluftsteater                            |
| 1935 | Fritjof Blomkvist                            | Vita hästen Ralph Benatzky, Erik Charell och Hans Müller                       | Max Hansen                  | Oscarsteatern                                            |
| 1936 | Medverkande                                  | Klart söderut, revy Kar de Mumma och Åke Söderblom                             | Björn Hodell                | Södra Teatern                                            |
| 1936 | Svensson, Europamästare i tungviktsbrottning | Känsliga Svensson Ernst Berge                                                  | Thor Modéen                 | Vanadislundens friluftsteater                            |
| 1936 | Anton Fiedebus                               | Oh, du milde Antonius A Fenclo, Georg Brada och Jara Beneš                     | Carl Johannesson Karl Kinch | Oscarsteatern                                            |
| 1936 | Markis Imari                                 | Geishan Sidney Jones, Owen Hall och Harry Greenbank                            | Karl Kinch                  | Oscarsteatern                                            |
| 1937 | Fin- och hembagare Svensson                  | Sverige åt Svensson Kar de Mumma                                               |                             | Södra Teatern                                            |
| 1938 |                                              | Dom säjer på stan, revy                                                        |                             | Folkteatern                                              |
| 1939 | Medverkande                                  | Honnör för 39, revy Kar de Mumma                                               | Victor Bernau               | Södra Teatern                                            |
| 1939 |                                              | Uppåt igen, revy Kar de Mumma                                                  | Gustav Wally                | Södra Teatern                                            |
| 1940 |                                              | Eskimåteatern - eller Thalia i fält norr om Polcirkeln, fältvarieté            |                             | Historiska museet                                        |
| 1941 |                                              | Flaggan i topp, revy Kar de Mumma                                              | Leif Amble-Næss             | Södra Teatern                                            |
| 1941 |                                              | Sol över stan, revy                                                            |                             | Royal                                                    |
| 1941 |                                              | Wally-Revyn, revy                                                              | Gustav Wally                | Oscarsteatern                                            |
| 1942 |                                              | Fältteater Nr 236, revy                                                        |                             | Djurgårdsmässan                                          |
| 1942 |                                              | Troll och människor, revy                                                      |                             | Vinterpalatset                                           |
| 1943 | Medverkande                                  | Marsch till Söder, revy Dardanell, Dix Dennie, Åke Balltorp                    | Karl Kinch                  | Södra Teatern                                            |
| 1943 | President Don Pedro av Costadoro             | Zorina Jules Sylvain och Per Schytte                                           |                             | Kungliga Operan                                          |
| 1944 |                                              | 80, 90, 100, revy Dardanell och Åke Balltorp                                   | Karl Kinch                  | Södra Teatern                                            |
| 1944 |                                              | Stockholms Broadway, revy Sven Paddock och Nils Perne                          |                             | Royal                                                    |
| 1945 |                                              | Revydags, revy Dardanell och Åke Balltorp                                      | Gösta Stevens               | Södra Teatern                                            |
| 1946 |                                              | Fred och Fröjd, revy Dardanell och Åke Balltorp                                | Gösta Stevens               | Södra Teatern                                            |
| 1946 |                                              | Södran så klart, revy                                                          |                             | Södra Teatern                                            |
| 1947 |                                              | Gäster på stan, revy                                                           |                             | turné                                                    |
| 1948 |                                              | Kasta loss, revy                                                               |                             | Teaterbåten, Göteborg                                    |
| 1948 |                                              | Victoriarevyn, revy                                                            |                             | turné                                                    |
| 1948 |                                              | The new look, revy                                                             |                             | Teaterbåten, Göteborg                                    |
| 1948 |                                              | På genomresa, revy                                                             |                             | Cirkusteatern, Göteborg                                  |
| 1948 |                                              | Här håller vi hus, revy                                                        |                             | Södra Teatern, Malmö                                     |
| 1949 |                                              | I höstskrud, revy                                                              |                             | Teaterbåten, Göteborg                                    |
| 1949 | Bankdirektören                               | Adjö, Mimi Ralph Benatzky, Alexander Engel och Julius Horst                    |                             | Narvateatern                                             |

### Manus och regi
| År   | Produktion | Teater       |
| ---- | ---------- | ------------ |
| 1949 | Rödluvan   | Narvateatern |

## Diskografi
- Antonsson, Görgen (1997). Thor Modéen : en diskografi. Lund: Bakhåll. Libris 13551035